# Dia Mundial sem Carro

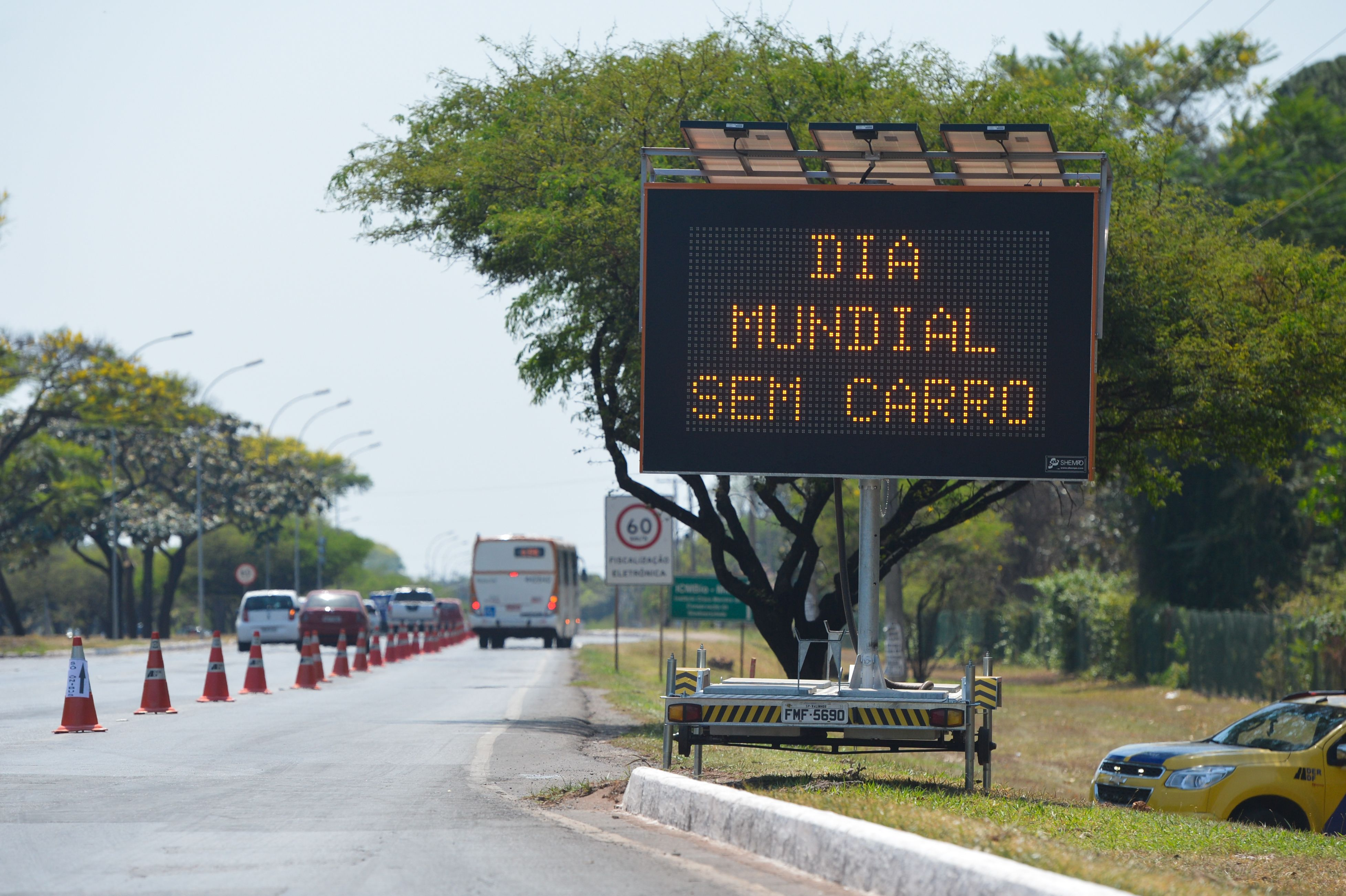
Letreiro luminoso promovendo o Dia Mundial sem Carro

Dia Mundial Sem Carro (em inglês: World Car Free Day) é uma data internacional celebrada dia 22 de setembro, em cidades do mundo todo, que tem como objetivo estimular uma reflexão sobre o uso excessivo do automóvel, além de propor às pessoas que dirigem todos os dias que revejam a dependência que criaram em relação ao carro ou moto. Criado pelo movimento "Sem Carro" (em inglês: Car Free), tem como fundamento que as pessoas experimentem, pelo menos nesse dia, formas alternativas de mobilidade, descobrindo que é possível se locomover pela cidade sem usar o automóvel e que há vida além do para-brisa. Neste dia são realizadas atividades em defesa do meio ambiente e da qualidade de vida nas cidades, no que passou a ser conhecido como Dia Mundial Sem Carro. Na Europa, a semana toda é recheada de atividades, no que chamam de Semana Europeia da Mobilidade (16 a 22 de setembro). A data foi criada na França, em 1997, sendo adotada por vários países europeus já no ano 2000.[carece de fontes?]

## Brasil
Em 2007, os então vereadores aprovaram um projeto de lei aprovado na Câmara Municipal de São Paulo que criava uma rótula em torno do centro da cidade, proibindo o tráfego de veículos automotores e incentivando o uso da bicicleta no Dia Municipal Sem Carro, o projeto foi aprovado como lei 15 035 de 23/11/2009 mas teve seus artigos que criariam a rótula central e restringia o tráfego de veículos automotores no centro vetados pelo prefeito Gilberto Kassab.
As iniciativas dos ciclistas continuaram ocorrendo em 2007, 2008, 2009 e 2010. Desde 2007 o Movimento Nossa São Paulo e outras entidades engrossaram o coro com novas atividades e eventos e, junto com o aumento dos congestionamentos e da percepção do problema, trouxeram mais visibilidade para a data.

## Em Portugal
A edição de 2014 da Semana Europeia da Mobilidade, que teve como tema As nossas ruas, a nossa escolha, contou com a participação de 62 municípios e de 71 localidades. O Dia Europeu sem Carros registou a adesão de 30 municípios portugueses.